# Championnat des Antilles néerlandaises de football 1987
Navigation
Saison précédente Saison suivante
La saison 1987 du Championnat des Antilles néerlandaises de football est la vingt-cinquième édition de la Kopa Antiano, le championnat des Antilles néerlandaises. Les deux meilleures équipes de Curaçao et de Bonaire se rencontrent lors d'un tournoi inter-îles. 
Les quatre clubs qualifiés sont regroupés au sein d'une poule unique où chaque équipe rencontre deux fois ses adversaires. Les deux équipes en tête de la poule s'affrontent en finale, jouée sous forme de rencontres aller et retour. 
C'est l'Union Deportivo Banda Abou, vice-champion de Curaçao, qui est sacré cette saison après avoir battu en finale l'autre représentant curacien, le RKSV Centro Dominguito. Il s’agit du second titre de champion des Antilles néerlandaises de l’histoire du club en trois saisons.

## Clubs engagés
- RKSV Centro Dominguito - Champion de Curaçao 1987
- Union Deportivo Banda Abou - Vice-champion de Curaçao 1987
- SV Estrellas - Champion de Bonaire 1987
- SV Juventus - Vice-champion de Bonaire 1987

## Compétition
Le barème utilisé pour établir le classement est le suivant :
- Victoire : 2 points
- Match nul : 1 point
- Défaite : 0 point

### Phase de poule
| Rang | Équipe                     | Pts | J | G | N | P | Bp | Bc | Diff |  | Résultats (▼ dom., ► ext.) | Dom | Ban | Juv | Est |
| ---- | -------------------------- | --- | - | - | - | - | -- | -- | ---- |  | -------------------------- | --- | --- | --- | --- |
| 1    | RKSV Centro Dominguito     | 10  | 6 | 4 | 2 | 0 | 16 | 4  | +12  |  | RKSV Centro Dominguito     |     | 1-1 | 3-2 | 9-0 |
| 2    | Union Deportivo Banda Abou | 7   | 6 | 3 | 1 | 2 | 12 | 5  | +7   |  | Union Deportivo Banda Abou | 0-1 |     | 3-0 | 4-1 |
| 3    | SV Juventus                | 5   | 6 | 2 | 1 | 3 | 5  | 9  | -4   |  | SV Juventus                | 0-0 | 1-0 |     | 0-2 |
| 4    | SV Estrellas               | 2   | 6 | 1 | 0 | 5 | 6  | 21 | -15  |  | SV Estrellas               | 1-2 | 1-4 | 1-2 |     |

|  | Qualification pour la finale pour le titre |

### Finale
| Équipe 1                   | Résultat | Équipe 2               | Aller | Retour | Appui |
| -------------------------- | -------- | ---------------------- | ----- | ------ | ----- |
| Union Deportivo Banda Abou | 5 - 3    | RKSV Centro Dominguito | 1 - 1 | 2 - 2  | 2 - 0 |

## Bilan de la saison
| Championnat des Antilles néerlandaises de football 1987 |                                       |
| Champion                                                | Union Deportivo Banda Abou (2e titre) |
| Qualifications continentales                            |                                       |
| Coupe des champions de la CONCACAF 1988                 | Aucun                                 |
| Promotions et relégations                               |                                       |
| Promus en Kopa Antiano                                  | Aucun                                 |
| Relégués                                                | Aucun                                 |